# Torino di Sangro
Torino di Sangro (Turìne in abruzzese) è un comune italiano di 2 891 abitanti della provincia di Chieti in Abruzzo.  

## Storia
Le origini del nome sono ancora incerte, ma secondo la leggenda più conosciuta gli abitanti di "Civita di Sangro", di origini sannitiche, compresi nell'area dei Frentani, assaliti dai Saraceni (IX secolo) fuggirono preceduti da un toro che si fermò sotto l'antica Torre, ove essi si rifugiarono, dando vita ad un nuovo paese che prese il nome di Torino. Tracce del torrione sono visibili presso lo spuntone roccioso a nord, verso il mare, come punto di guardia. La torre a pianta cilindrica, era ancora conservata negli anni '50, quando fu pesantemente modificata. Altre torri di controllo stavano lungo il perimetro dell'antico borgo, che cinge il palazzo baronale e la chiesa parrocchiale. Vi si accedeva da porta Marina e porta di Mezzo, attuale principale strada di accesso.
Nel Medioevo, il paese fu possesso dell'abbazia di Santo Stefano in Rivomaris a Casalbordino e nell'epoca moderna, dopo la distruzione dell'abbazia da parte dei turchi, che assediarono anche il feudo, Torino fu feudo dei D'Avalos Marchesi di Vasto e poi dei Carafa sino al 1806, quando entrò nel distretto di Chieti.
Nel 1862, dopo l'unità d'Italia, il nome venne mutato dal consiglio comunale in Torino del Sangro per evitare disguidi postali con l'allora capitale italiana. Il comune ha un rilevante interesse storico e naturalistico. Infatti proprio nel territorio del comune è presente un cimitero militare chiamato "Sangro River War Cemetery" dove riposano i soldati che hanno combattuto la battaglia del Sangro durante la seconda guerra mondiale, in fasi offensive contro la denominata Linea Gustav. Nel cimitero si trovano sepolti anche soldati giovani, di 16 o 17 anni appena. Infatti Torino venne occupata dai nazisti, ma non distrutta, perché erano impegnati a demolire i ponti sul Sangro, sicché facilmente il territorio fu conquistato nei primi di novembre del 1943 dalle truppe indiane del generale Montgomery.
Attualmente Torino di Sangro è meta di turismo in estate per gli stabilimenti balneari sulla costa dei trabocchi, specialmente in località Le Morge.

## Monumenti e luoghi d'interesse

### Architetture religiose

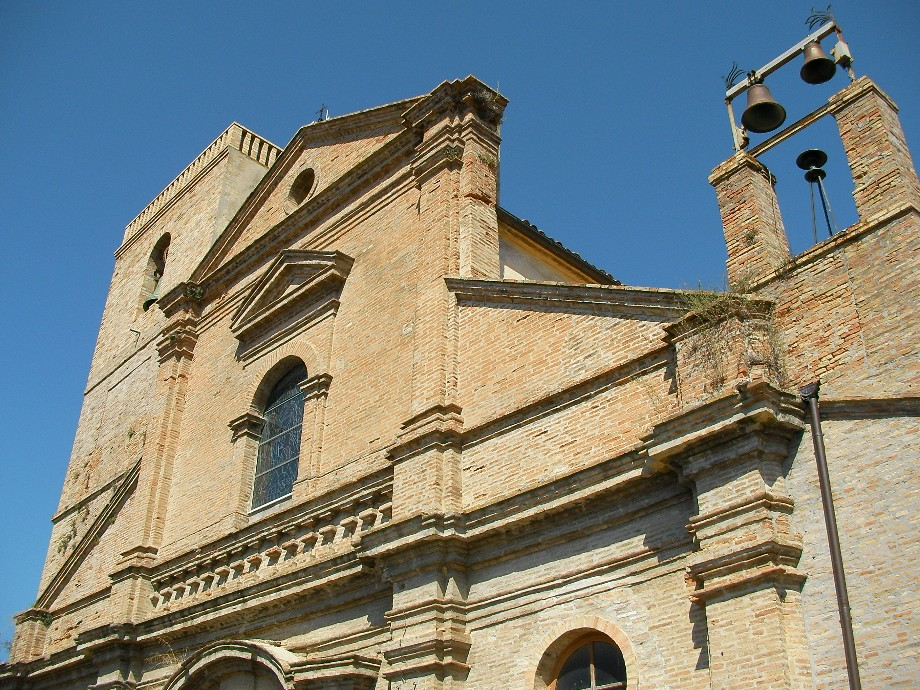
La chiesa di San Salvatore

Anticamente Torino di Sangro contava 18 chiese, ad oggi rimangono le seguenti:
- la Chiesa di San Salvatore costruita nel 1302, fu possedimento della abbazia di Santo Stefano in Rivomaris e di Arabona; è in stile romanico barocco;
- la Chiesa della Madonna di Loreto, costruita nel XIV secolo, originariamente era più piccola della chiesa odierna; attualmente è a 3 navate;
- la Chiesa di San Michele Arcangelo, sita in Borgata Marina, risale al 1990 quando è finanziata dal dottor Michelangelo Nicolucci; ad agosto è meta della festa di San Michele Arcangelo.[6]
- la Chiesa di San Felice è sita in Viale Sant'Angelo. La chiesa con l'annesso convento risalgono al 1878, da allora hanno mantenuto sempre la struttura originaria eccezion fatta per alcune aggiunte risalenti al 1949-50 tipo la casa del custode, il porticato, il terrazzo, il lavatoio. Sempre nello stesso periodo vengono fatti dei restauri parziali nella chiesa. La facciata della chiesa è ad intonaco e mattoni con, nella parte superiore, un timpano triangolare. Il portale è incorniciato con ai lati delle lesene e sopra uno stemma. Le facciate laterali hanno delle finestre strombate ad arco ribassato. L'interno è a navata unica con volta a botte e lunette. Le pareti interne sono intonacate di bianco e beige cui sono addossate delle arcate a tutto sesto cieche che poggiano su delle lesene corinzie. Attaccato alla facciata sinistra della chiesa è l'annesso convento.[7]

### Architetture civili
- Palazzo Priori. Si trova a Piazza Donato Iezzi. Trattasi di un edificio a due piani con una torretta. Attualmente l'interno è ad uso uffici. Mancano documenti che attestino la data della sua costruzione, ma dallo stile architettonico si può dedurre che il palazzo sia stato costruito tra la fine del XVIII e l'inizio del XIX secolo. Una targa sita sulla facciata del palazzo asserisce che abitò nel palazzo un certo Domenico Priori, storico ed umanista locale. Il nome del palazzo parrebbe derivare da Domenico Priori.[8]

La facciata è suddivisa in cinque campate da lesene. Nella campata principale è posto il portale d'accesso con arco superiore a tutto sesto, sopra vi è un balcone. Sopra gli ingressi laterali vi sono dei balconcini decorati con una balaustra in ferro.
- Palazzo del Municipio. Sito in piazza Donato Iezzi. Trattasi di un edificio a tre piani in cui vi sono gli uffici comunali. La costruzione del palazzo è iniziata nel 1779. La realizzazione del palazzo è dovuta alla modifica del porticato della chiesa.[9]

La facciata principale è dipinta ed è suddivisa da cinque campate di lesene. Le due campate di sinistra che abbracciano i due piani superiori sono sovrastate da una balaustra in pietra. Le altre tre campate sono rappresentate da lesene giganti. Le campate al piano terra sono adornate di archi a tutto sesto con, sotto, dei portali d'ingresso. Una cornice marcapiano scandisce il secondo piano dal terzo.

### La riserva naturale "Lecceta litoranea di Torino di Sangro"
Il comune inoltre ha una elevata importanza naturalistica grazie alla presenza della "Lecceta Litoranea" che ospita delle varietà di flora e fauna protette. Questa riserva naturale si estende per 180 ettari dall'ultimo tratto del fiume Sangro, in prossimità della foce, alla costa adriatica; è un bosco litoraneo impiantato su arenile del Pliocene. Agli alberi di leccio si associano la roverella e l'orniello. Il ricco sottobosco è coperto da tappeti di edera.
Lo strato arbustivo è composto dal sanguinello, della rosa di San Giovanni, dal biancospino e in particolare interesse è la presenza dell'alaterno, della liquirizia e del lentisco. Nell'area trovano rifugio numerosi uccelli fra i quali si ricordano la capinera, l'occhiotto, la sterpazzolina. Vi nidifica anche l'esotico gruccione. Il Bosco di Torino di Sangro è l'unica area abruzzese in cui vive e si riproduce la testuggine terrestre.

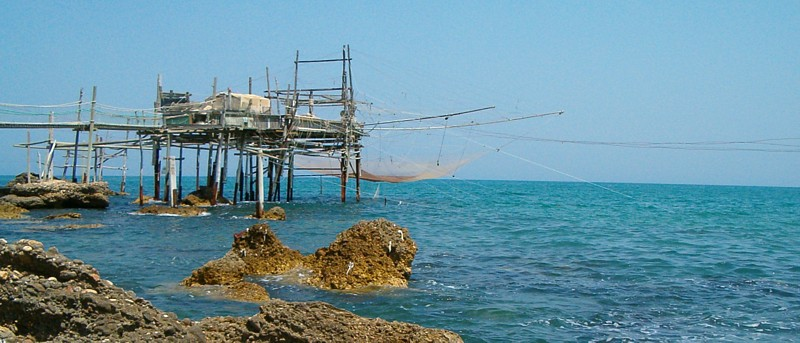
Un trabocco sulle spiagge di Torino

### Costa dei Trabocchi

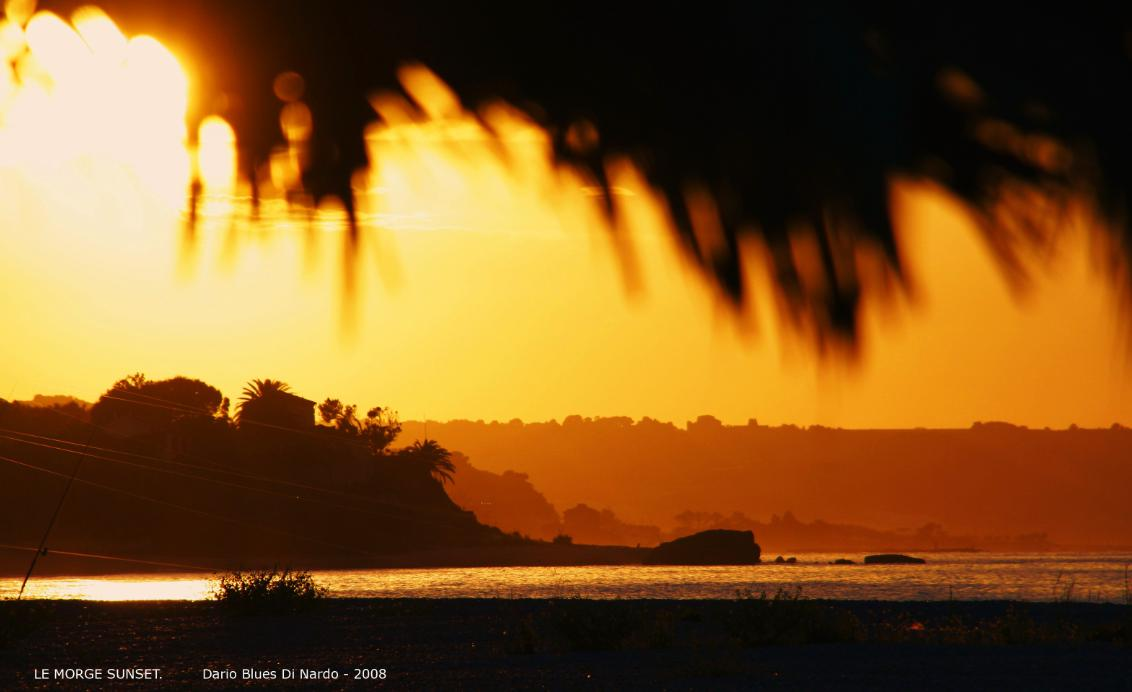
Le Morge al tramonto

### Cimitero militare britannico

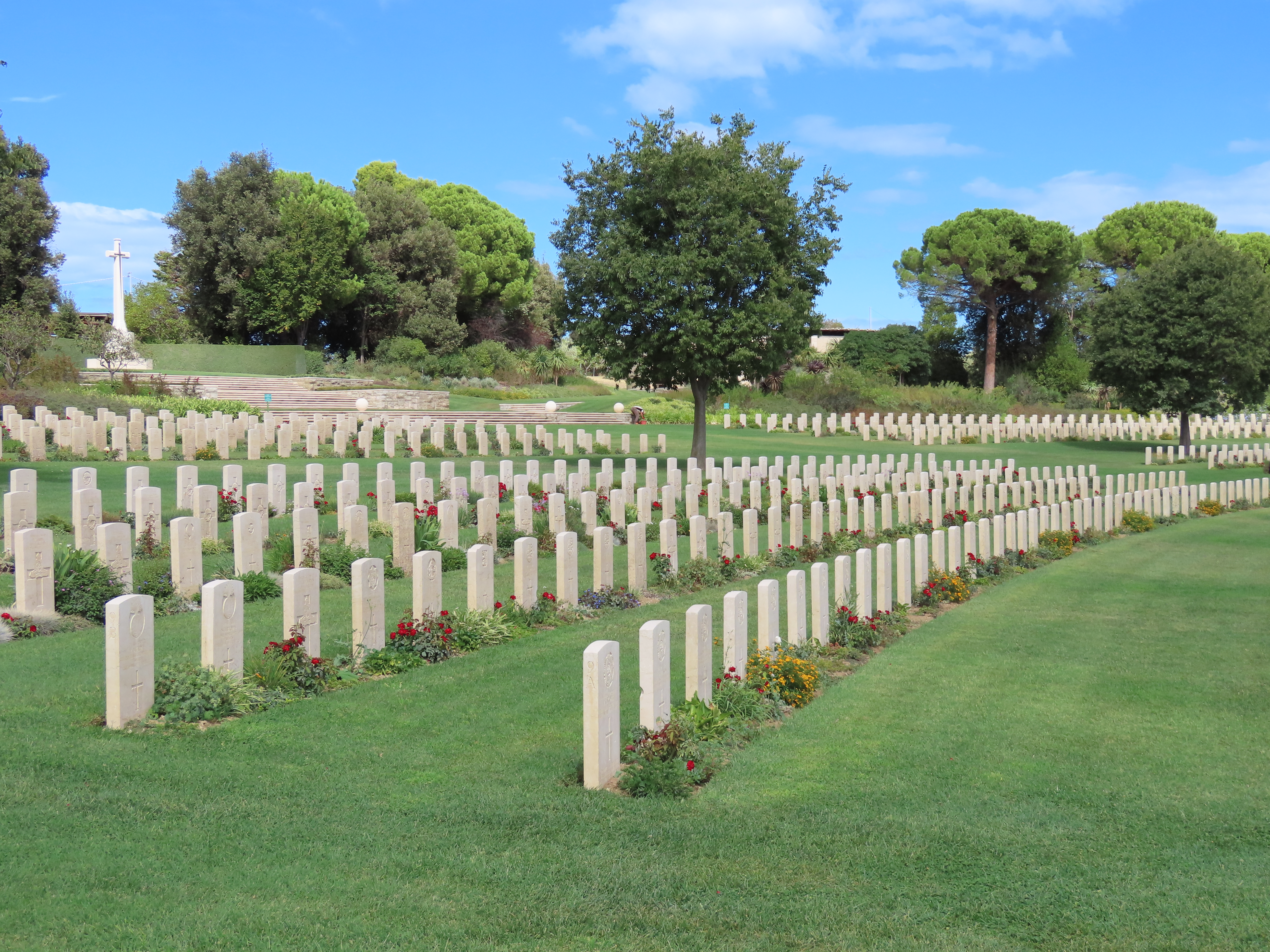
Cimitero britannico di Torino di Sangro

Detto "Sangro River War Cemetery", posto tra la riserva della Lecceta e il centro storico. Fu costruito nel 1946 in concomitanza con il cimitero canadese di Ortona, in ricordo della battaglia del Sangro, svoltasi lungo la linea Gustav nella piana omonima, e combattuta specialmente a Casoli, Gessopalena, Taranta Peligna e Montenerodomo.
Il campo del cimitero è arricchito da lapidi bianche tutte uguali, alla maniera canadese, disposte in file eguali equidistanti, delle quali un tratto forma un semicerchio. Inoltre è posto un mausoleo per i caduti senza nome.

## Società

### Evoluzione demografica
Abitanti censiti

## Cultura

### Eventi

#### Festa della Madonna di Loreto
Si svolge l'ultima domenica di maggio ed i 2 giorni successivi.
La statua della Madonna viene posta in sagrestia ove viene ricoperta di vestiti dorati e di monili d'oro, donati anticamente dai cittadini Torinesi. Nel pomeriggio la statua viene portata dietro l'altare, indi la gente accorsa incomincia ad inneggiare i canti d'inizio per la novena. Il mattino successivo la banda musicale percorre suonando per le vie principali del paese; segue la processione che termina con una gettata di petali di rosa quando la processione giunge presso il campanile. La sera, di nuovo la banda suona pezzi noti e non da musiche per banda e musiche sinfoniche.
È famosa l'asta alla Madonna, dove numerosi concittadini offrono qualsiasi dono autoprodotto, che provenga esso dalla natura oppure realizzato artigianalmente. I prodotti vengono venduti all'asta durante il pomeriggio del secondo giorno di festa (Lunedì).
Concludono la festa dei fuochi d'artificio.

#### La Mattinata del Viso Adorno
Si svolge la sera del 9 dicembre e prosegue fino alla mattinata successiva. Ed è riconducibile sempre al culto della Madonna di Loreto
La popolazione si raccoglie sulle strade fino alla costa e, ripercorrendo gli antichi tratturi con delle fiaccolate suggestive intonando canti tradizionali fedeli alla Madonna soffermandosi alle edicolette campestri site sul tragitto. Giunta alla chiesa della Madonna di Loreto, la gente trascorre tutta la notte pregando e meditando. Una curiosità della festa è che tutte le porte delle case di Torino di Sangro sono aperte a conoscenti e parenti. Alla mattina la statua della Madonna viene condotta sul sagrato della chiesa ove, tutt'intorno si dispongono cantori che cantano il canto tradizionale del Viso Adorno.
Indi il corteo si snoda a trovare i conoscenti e parenti.

#### Festa di San Michele Arcangelo
Si svolge ad agosto a Borgata Marina presso l'eponima chiesa.

## Economia
L'economia del comune, si è sviluppata grazie alla vicinanza con il centro industriale della Val di Sangro. È molto importante anche l'agricoltura che grazie alla coltura massiccia della vite e dell'ulivo si piazza come buona fonte economica per il paese. Torino di Sangro, inoltre, grazie alla presenza di spiagge e di strutture turistiche sta sviluppando il settore turistico estivo.
Un prodotto eccellente è l'olio d'oliva, oltre al vino prodotto sia dalla cantina sociale che da altre due cantine private.
Nel territorio è presente una piccola centrale di estrazione (nel mare di fronte) di metano.

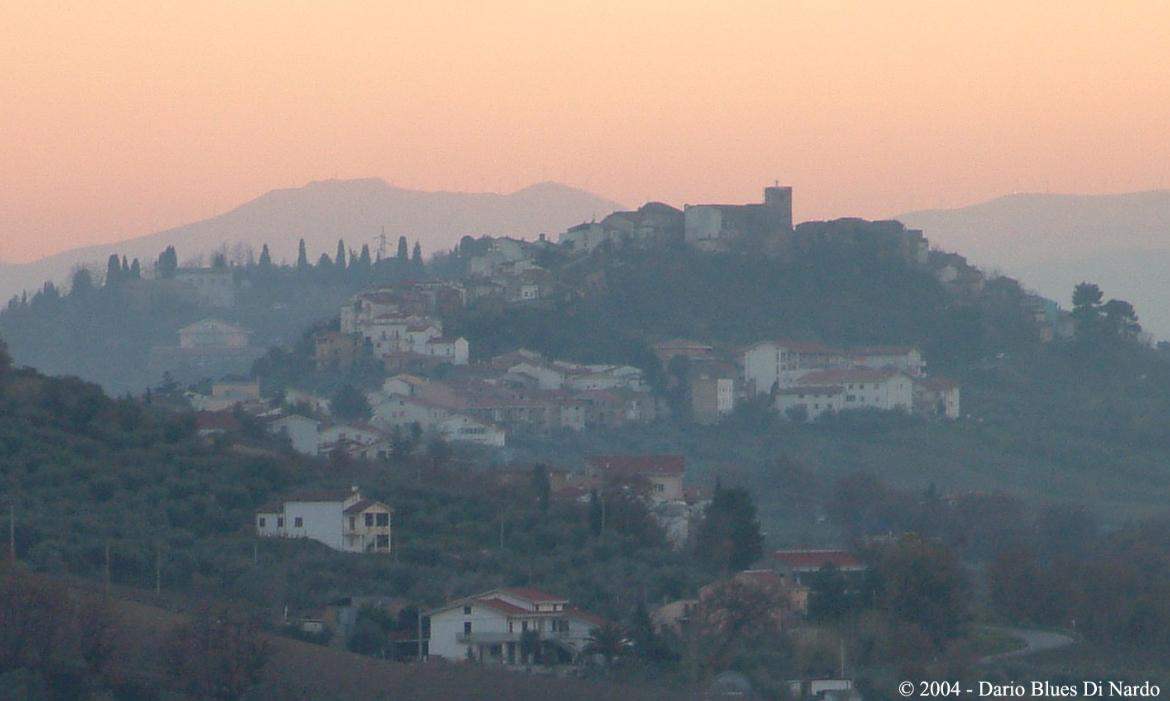
Torino di Sangro Vista da Nord-Est

## Amministrazione
| Periodo         | Periodo         | Primo cittadino     | Partito                                                                                       | Carica      | Note          |
| --------------- | --------------- | ------------------- | --------------------------------------------------------------------------------------------- | ----------- | ------------- |
| 23 aprile 1995  | 13 giugno 1999  | Emilio Di Deo       | Lista civica di centro-sinistra                                                               | Sindaco     | [ 12 ]        |
| 14 giugno 1999  | 25 gennaio 2003 | Donato Iezzi        | Lista civica di centro-sinistra                                                               | Sindaco     | [ 13 ] [ 14 ] |
| 26 gennaio 2003 | 26 maggio 2003  | Domenicantonio Pace | Lista civica di centro-sinistra                                                               | Vicesindaco | [ 15 ]        |
| 27 maggio 2003  | 26 maggio 2013  | Domenicantonio Pace | Lista civica di centro-sinistra (2003-2008) Lista civica Rinnovamento democratico (2008-2013) | Sindaco     | [ 16 ] [ 17 ] |
| 27 maggio 2013  | 10 giugno 2018  | Silvana Priori      | Lista civica Rinnovamento democratico                                                         | Sindaco     | [ 18 ]        |
| 10 giugno 2018  | in carica       | Nino Di Fonso       | Lista civica Torino di Sangro nel cuore                                                       | Sindaco     |               |